# Favela do Jardim Edith
A Favela do Jardim Edith foi uma favela localizada no Brooklin Novo, área nobre do distrito do Itaim Bibi, Zona Oeste da cidade de São Paulo, capital do Estado de São Paulo, Brasil. Foi removida no contexto do Complexo Viário Real Parque, na construção da Ponte estaiada Octavio Frias de Oliveira nos anos 2000. Ocupava uma área de 18.930,88 metros quadrados e possuía 842 domicílios, segundo a plataforma Habita Sampa.
A comunidade, situada na rua Charles Coulomb, no bairro nobre de Cidade Monções, distrito do Itaim Bibi, próximo à Avenida Engenheiro Luís Carlos Berrini, é um exemplo notável das contradições urbanas e sociais enfrentadas pela metrópole. Originada nas décadas de 1970 e 1980, a favela se desenvolveu a partir da ocupação por famílias de baixa renda de um terreno desocupado, tornando-se residência para muitos trabalhadores que prestavam serviços nas áreas próximas, incluindo o luxuoso complexo do World Trade Center de São Paulo.
Com o crescimento econômico acelerado da região, a pressão imobiliária sobre a área da favela aumentou significativamente, tornando os terrenos no entorno altamente valorizados e atraindo o interesse de desenvolvedores imobiliários. Este cenário colocou os moradores da comunidade em uma posição vulnerável, enfrentando ameaças de remoção e incerteza sobre o futuro.
No início dos anos 2000, a prefeitura de São Paulo iniciou um projeto de intervenção que incluía a remoção da favela e a realocação de seus moradores. Este processo foi parte de um plano maior de revitalização urbana, que visava não apenas eliminar a favela, mas também melhorar a infraestrutura da região para torná-la mais atraente para negócios e residências de alto padrão. 
A realocação dos moradores foi um processo complexo e controverso.  Enquanto alguns aceitaram as propostas de realocação para conjuntos habitacionais construídos pela prefeitura, outros resistiram, preocupados com a perda de suas redes de apoio comunitário e com o impacto da mudança em seus empregos e vidas cotidianas. A Associação de Moradores do Jardim Edith desempenhou um papel crucial durante este período, negociando com as autoridades e buscando garantir que os direitos dos moradores fossem respeitados. 